# Chronologie Oranžové revoluce

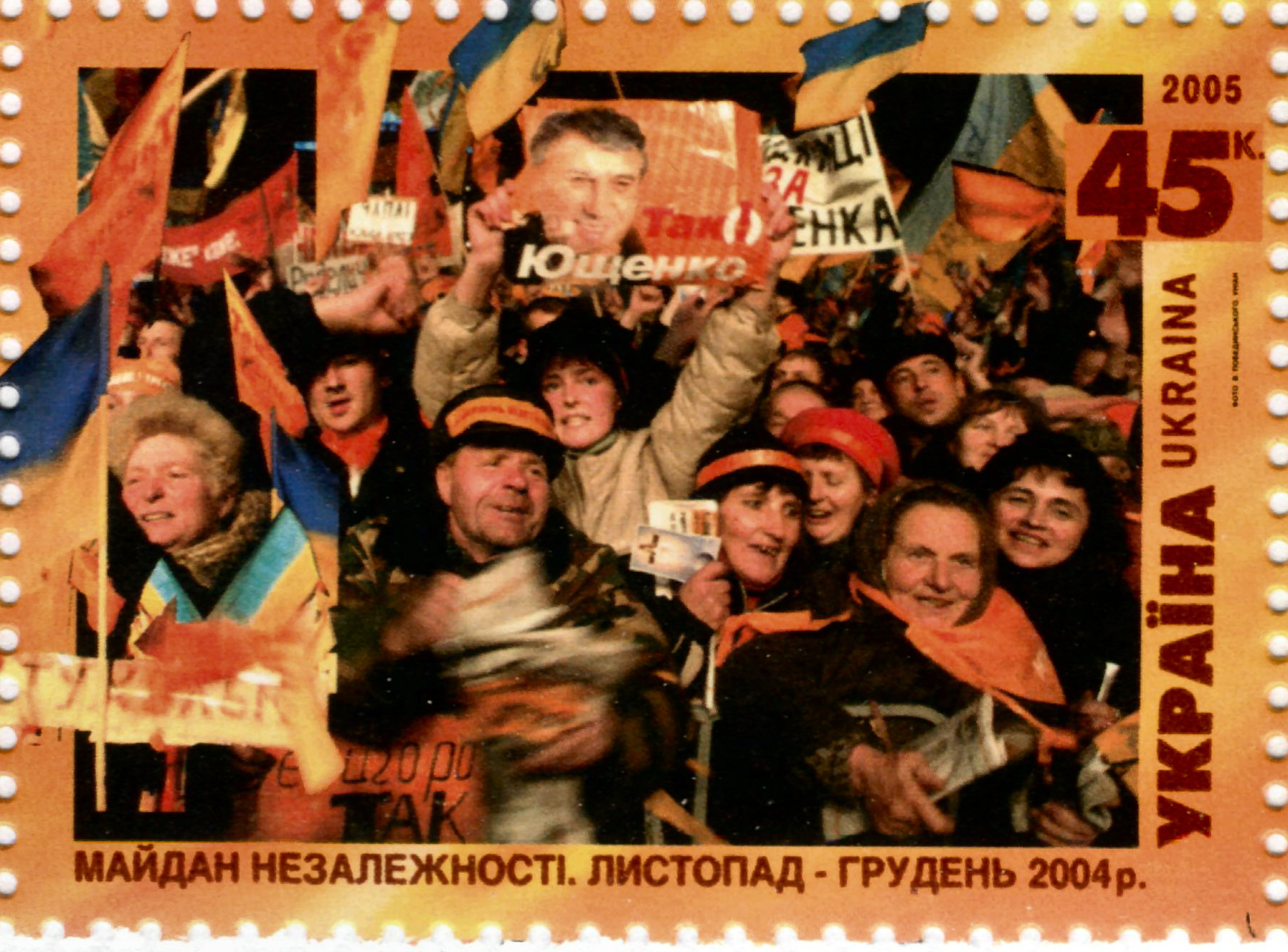
Oranžová revoluce na ukrajinské poštovní známce

Tento článek zachycuje vývoj událostí v rámci tzv. Oranžové revoluce započatých v roce 2004 na Ukrajině.

## Sled událostí
- 21. listopadu (neděle)
  - Druhé kolo prezidentských voleb na Ukrajině. Přicházely zprávy o falšování voleb, o autobusech s voliči objíždějícími několik volebních místností, stížnosti mezinárodních pozorovatelů.

### První týden protestů
- 22. listopadu (pondělí)

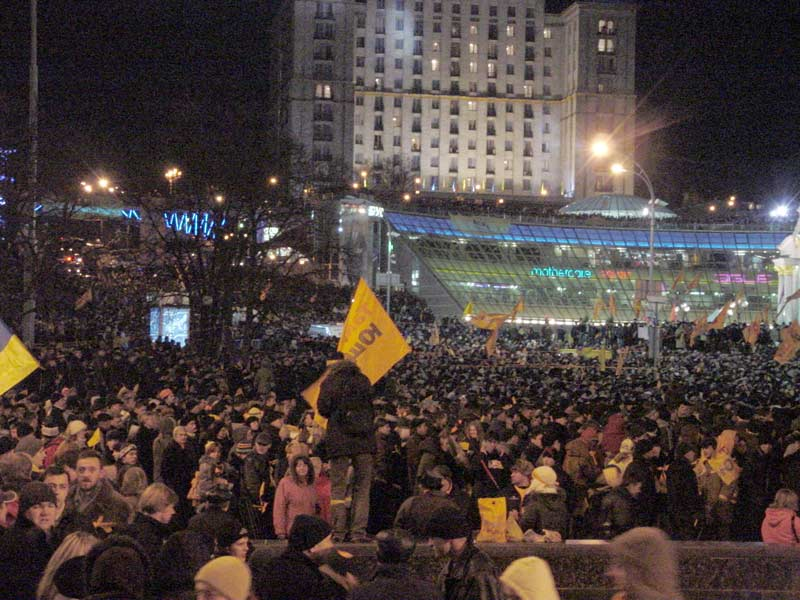
Demonstrace příznivců Viktora Juščenka na náměstí Nezávislosti.

  - Sčítání hlasů v ukrajinských prezidentských volbách. Po počátečním vedení vládního Janukovyče začal Juščenko dotahovat a Ústřední volební komise přerušila sčítání hlasů, ale pak po sečtení 99,38 % hlasů prohlásila vítězem prezidentských voleb Viktora Janukovyče s 49,42 % hlasů. Opoziční Viktor Juščenko podle komise získal 46,70 % hlasů.
  - V Kyjevě opozice zorganizovala 50tisícovou demonstraci. Podle opozice byly volby zfalšované.
  - Primátor Lvova a městská rada odmítli uznat Janukovyčovo vítězství. Později se přidaly i městské rady Kyjeva, Ivano-Frankivska a dalších čtyř měst. V Kyjevě, Ivano-Frankivsku a ve Lvově protesty. Janukovyče hned uznal ruský prezident Vladimir Putin.
- 23. listopadu (úterý)
  - Ukrajinská opozice prohlásila v ukrajinském parlamentu Viktora Juščenka prezidentem. Viktor Juščenko složil v ukrajinském parlamentu prezidentskou přísahu. V jednacím sále však nebyl usnášení schopný počet poslanců.
  - Ukrajinské Ministerstvo zahraničních věcí ústy svého mluvčího vyjádřilo „plnou podporu“ předákovi opozice Viktoru Juščenkovi. Přečetl v tomto smyslu jménem resortu prohlášení. Podle agentury ITAR-TASS prohlášení podepsalo na 150 čelných ukrajinských diplomatů, ale není známo, jestli ho podepsal ministr.
  - Mluvčí Ústřední volební komise oznámila, že zatím oficiální výsledky po sečtení 100 % hlasů neoznámí. Kromě Vladimíra Putina zatím nikdo jiný Janukovyče neuznal, naopak z Evropy i z USA přicházely protesty proti průběhu voleb a sčítání.
  - Večer proběhla mimořádná porada vedoucích silových resortů: šéf Bezpečnostní služby Ihor Směško, ministr vnitra Mykola Bilokoň a ministr obrany Oleksandr Kužmuk.
  - Dosavadní prezident Leonid Kučma podle prohlášení přečteného v ukrajinské státní televizi nepoužije vůči vlastnímu národu sílu. Pořádkové síly však jsou připravené pořádek udržet.
  - Ústřední volební komise nepřijala 300 protestů Juščenkova volebního štábu. Juščenkův právník nebyl vůbec vpuštěn dovnitř. Prý nebyl přítomný nikdo, kdo by mohl odemknout dveře, a hlídající milice oznámila, že nemá klíč. O půlnoci uplynula lhůta, kdy se mohly podávat protesty proti průběhu voleb.
  - Čelná představitelka opozice Julija Tymošenková po návratu z prezidentského paláce oznámila, že palác kromě ukrajinských sil hlídají i ruské speciální jednotky.
- 24. listopadu (středa)
  - Polské rádio Olsztyn, které se odvolávalo na mezinárodní pozorovatele, oznámilo okolo 8:00 SEČ, že má být v 9:00 SEČ (10:00 VEČ) zaveden na Ukrajině výjimečný stav. Zprávy se však nepotvrdily.
  - Provládní kandidát na prezidenta a zároveň premiér Janukovyč oznámil, že by mohl uznat svou volební porážku pouze na základě právního výkladu. Apeloval též na armádu, aby se nedala zatáhnout do politického boje, a vyzval milici, aby zaznamenávala veškerá narušení práva.
  - Čtrnáct novinářů státní televize UT oznámilo stávku na protest proti lživým informacím ve státní televizi. Napsali, že „podařilo se nám přemoci strach, protože pocit studu se ukázal silnější“. Nechtějí být odpovědní za lži plynoucí do éteru. Několik dnů už protestují novináři a moderátoři populární televize 1+1 Archivováno 11. 9. 2007 na Wayback Machine., která je řízena šéfem administrace prezidenta, takže od pondělí není v této televizi nikdo, kdo by připravoval zprávy a místo toho se objevují volební publicistický pořad připravovaný novináře, který je považován za hlavního propagandistu a cenzora spolupracujícího s vládním táborem.
  - Viktor Juščenko odmítl nabídku provládního kandidáta Viktora Janukovyče na jednání. Dosavadní prezident Leonid Kučma odmítl jednat s opozičním kandidátem Viktorem Juščenkem. Viktor Juščenko prohlásil, že je svolný k tomu, aby se druhé kolo prezidentských voleb opakovalo. Zároveň se objevují hlasy, že Janukovyčův štáb připravuje plán na ústavní reformu, která by omezila pravomoci prezidenta a dala víc pravomocí vládě a parlamentu. O takovéto ústavní reformě se však hovoří už více než rok a panuje shoda, že by to mělo umožnit Kučmovi zachovat si vliv.
  - Korespondent nezávislé televize 5. kanál informoval, že Rada Lvovské oblasti oznámila převzetí moci na svém území. Ustanovila tzv. Výkonný výbor s vedoucím Juščenkova volebního štábu Petrem Olijnykem v čele. Podle televizní stanice se Rada rozhodla odvolat z funkcí šéfy lokální milice, daňových a celních úřadů a jejich zástupce. Olijnyk vyzval několikadesítektisícový dav, aby obsadil budovy a pomohl tak novým vedoucím ujmout se svých funkcí.
  - Ústřední volební komise odpoledne oficiálně oznámila, že vítězem druhého kola prezidentských voleb je dosavadní premiér Viktor Janukovyč.
  - USA oznámily, že neuznají oficiálně oznámené výsledky voleb. Volby neuznala ani Kanada. Evropské instituce zvažují různé formy protestu (pozastavení půjček, svolání mimořádného zasedání Evropského parlamentu atp.).
  - Opoziční lídr Viktor Juščenko vyzval Ukrajince ke generální stávce na protest proti volebním podvodům. Opozice také oznámila, že podá protest proti zveřejněným výsledkům voleb Nejvyššímu soudu.
  - Odstupující prezident Leonid Kučma prohlásil, že na Ukrajině je možná i občanská válka. Obvinil opozici z převratu. Vzkázal také mezinárodnímu společenství, aby se nevměšovalo do vnitřních záležitostí Ukrajiny.
  - Stoupenci opozice mají problém se dostat do Kyjeva. Vlaky jezdí prázdné a železničáři mají zakázáno prodávat jízdenky. Na silnicích se objevují hřebíky, aby se autobusy nemohly dostat do hlavního města.
- 25. listopadu (čtvrtek)
  - Začala generální stávka, stoupenci opozice blokují dálnice, letiště, přístavy, vysoké školy, podniky, budovy.
  - Na pozvání Viktora Juščenka odletěl na Ukrajinu bývalý polský prezident a disident Lech Wałęsa. Vystoupil na shromáždění opozice. Po setkání s Viktorem Janukovyčem řekl, že Janukovyč deklaruje ochotu k jednání z Juščenkem, ale ne o výsledku voleb (což znamená, že chtěl, aby ho Juščenko uznal). Janukovyč prý také řekl, že zítra přiveze do Kyjeva stovky tisíc svých příznivců z východní Ukrajiny, což radikálně změní poměr sil.
  - Nezávislá ukrajinská televize 5. kanál informovala, že na kyjevském letišti přistála dvě letadla s ruskými speciálními jednotkami. Ukrajinský plukovník Ljašenko odmítl tato letadla odbavit a podal demisi. Představitelé ukrajinských bezpečnostních služeb informaci popřeli, potvrdili jen rezignaci plukovníka Ljašenka, ale její důvod neuvedli.
  - Opozice zveřejnila své požadavky: 1) Zopakovat druhé kolo voleb pod dohledem mezinárodních organizací, 2) demise vlády Viktora Janukovyče.
  - Ruský prezident Vladimir Putin podruhé blahopřál proruskému Viktorovi Janukovyčovi k vítězství v prezidentských volbách. Vláda Velké Británie oznámila, že neuznává platnost voleb na Ukrajině.
  - Viktor Juščenko podal stížnost ukrajinskému Nejvyššímu soudu na postup Ústřední volební komise.
  - Tisková kancelář litevského prezidenta oznámila, že dosavadní prezident Leonid Kučma požádal polského prezidenta (a svého přítele) Aleksandra Kwaśniewského a litevského prezidenta Valdase Adamkuse o pomoc při řešení konfliktu mezi ukrajinskými úřady a opozicí.
  - V Kyjevě se objevili přívrženci Viktora Janukovyče, zatím asi v počtu 3-5 tisíc. Pochodovali do centra města, setkali se skupinou Juščenka v ulici Hruševského, situace dále nejasná. Podle dalších zpráv se v Kyjevě objevily další Janukovyčovy skupiny, z nichž alespoň jedna je „bojovně naladěna“.
  - Ve Lvově začal Výkonný výbor, který byl ustaven lvovskou Oblastní radou, vyzval úředníky státní správy, aby se mu podřídili a začal přebírat do svých rukou státní správu.
  - Velení západní skupiny ukrajinské armády se sídlem ve Lvově oznámilo, že armáda je neutrální a zůstane v kasárnách, nebude zasahovat.
  - Ukrajinský Nejvyšší soud zakázal zveřejnit v tisku výsledky voleb (čímž by nabyly právní moci), dokud neprošetří stížnost Juščenkova na průběh voleb. Stížnost se má projednat v pondělí 29. listopadu.
  - Viktor Juščenko začal svými dekrety vytvářet paralelní struktury. Ustanovil patnáctičlenný Výkonný výbor, tedy vládu, kterému předsedá Oleksandr Zinčenko. Ustavil také třicetičlenný Výbor národní záchrany, poradní orgán prezidenta. Další dočasnou strukturou má být Služba sebeobrany, tedy milice.
  - Populární ukrajinská zpěvačka Ruslana Lyžyčko (26), která letos vyhrála soutěž Eurovize, ohlásila, že zahajuje neomezenou hladovku.
  - Pracovní státní televize UT1 oznámili ve vysílání, že se připojují k opozici. Vedení televize nemá nyní na zpravodajství vliv.
  - Zaměstnanci tiskárny „Ukraiňski Dim“ potvrdili zprávy opozičního tábora, že přes zákaz Nejvyššího soudu budou v pátek publikovány výsledky voleb. Skupina opozičních poslanců tisk novin „Urjadovyj Kurjer“ zmařila. Zastavili rotačky.
  - Vedoucí Janukovyčovy volební kampaně Serhij Tihipko prohlásil, že inaugurace Janukovyče musí proběhnout co nejdříve, aby nedošlo k „dvouvládí“.
  - Na demonstraci stoupenců Viktora Juščenka vystoupili dva generálové a čtyři příslušníci ukrajinské Bezpečnostní služby a vyzvali pořádkové síly, aby přešli na „stranu národa“.

- 26. listopadu (pátek)

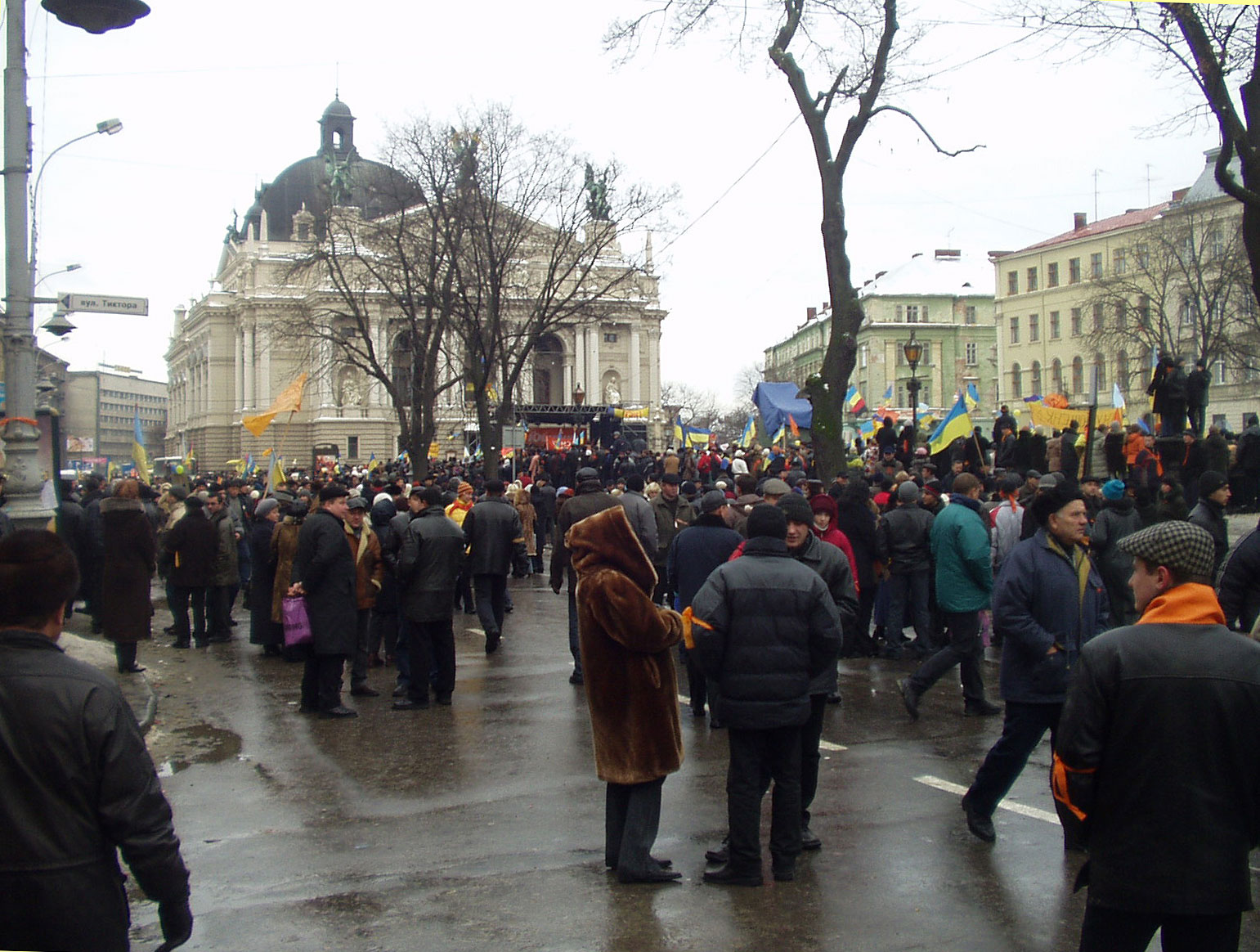
Demonstrace opozice ve Lvově 26. listopadu 2004

  - Prezidentský palác je chráněn kordonem příslušníků OMON a ti jsou obklíčeni kordonem stoupenců Viktora Juščenka. Údajně chtějí zabránit, aby dosavadní prezident Leonid Kučma odjel nahrát do televize proslov k národu.
  - Opozice zablokovala všechny vchody do sídla ukrajinského prezidenta na Bankovní ulici a budovy Rady ministrů (vlády) v Hruševského ulici. Podle Jurije Lucenka, jednoho ze spoluorganizátorů protestních akcí, tím chtěli zabránit tomu, aby odstupující prezident Leonid Kučma předal moc Viktoru Janukovyčovi.
  - Na Ukrajinu už přiletěl polský prezident Aleksandr Kwaśniewski, litevský prezident Valdas Adamkus má teprve přijet. Oba pozval odstupující prezident Leonid Kučma. Na Ukrajinu jeli také generální tajemník OBSE Ján Kubiš a za Evropskou unii Javier Solana.
  - Mluvčí dosavadního prezidenta Leonida Kučmy Olena Hromnytca oznámila, že se Viktor Juščenko pravděpodobně dnes setká s Leonidem Kučmou. Má se tak stát po Kučmových schůzkách s polským prezidentem Aleksandrem Kwaśniewskim, šéfem diplomacie EU Javierem Solanou a litevským prezidentem Valdasem Adamkusem.
  - Podle ukrajinské nezávislé televize 5. kanál několik tisíc lidí z okolí Doněcku přijelo do Kyjeva. V samotném Doněcku oblastní rada navrhla uspořádat referendum o vytvoření autonomie s Krymem v případě, kdyby nebyl Janukovyč uznán právoplatným prezidentem.
  - Odvolací soud v Kyjevě uznal za neplatné volby ve třech částech hlavního města, což by se prý mohlo stát precedentem při kontrole výsledků voleb vůbec.
  - Dvě členky Ústřední volební komise – tajemnice komise Valentyna Zavalevska a Maryna Stavnijčuk – odvolaly svůj podpis pod protokolem ÚVK. Protokol vůbec nepodepsali Kňazevyč, Mahera a Davydovyč.
  - Oznámeno, že v sobotu 27. listopadu se má konat mimořádné zasedání Nejvyšší rady (parlamentu). Předseda parlamentu slíbil, že na zasedání nebude ani inaugurace, ani podpora či naopak nepodpora jednoho z kandidátů.
  - Z východu Ukrajiny přijížděly nové vlaky se stoupenci Janukovyče, ale organizátoři je přestali pouštět v menších skupinkách do Kyjeva, protože je vždy obklopili stoupenci Juščenka, kteří jim s úsměvem dávali oranžové růže či sladkosti, čímž nahlodávali jejich zápal. Podle odhadů večer u nádraží čekalo přes deset tisíc lidí (pravděpodobně se má vytvořit velká skupina, kterou by už stoupenci Juščenka nedokázali zadržet).
  - V Černihivě asi 150 km na sever od Kyjeva se pokusili stoupenci Juščenka dostat na zasedání městské rady. Milice dav zastavila střelbou do vzduchu. Žádní ranění nebyli hlášeni.
  - Moldavsko neuznalo výsledky voleb na Ukrajině.
  - Juščenkovi stoupenci založili stanové městečko v počtu asi dvaceti kusů v Dněpropetrovsku na hlavním Leninově náměstí.
  - Večer se sešli k jednání dosavadní prezident Leonid Kučma a oba kandidáti Viktor Janukovyč a Viktor Juščenko za přítomnosti evropských prostředníků: hlavního diplomata EU Javiera Solany, generálního tajemníka OBSE Jána Kubiše, polského prezidenta Aleksandra Kwaśniewského, litevského prezidenta Valdase Adamkuse, předsedy ruské Státní dumy Borise Gryzlova. Kromě toho byl přítomen předseda ukrajinského parlamentu Volodymyr Lytvyn. Výsledkem bylo vytvoření pracovní skupiny, ve které jsou i oba kandidáti na prezidenta.
  - Po skončení jednání prohlásil Viktor Juščenko, že na jednání dává několik dnů a potom opozice přejde k činům. Navrhl, aby se opakované druhé kolo voleb konalo 12. prosince 2004, ale se změněným složením Ústřední volební komise a pod dohledem OBSE. Vyzval své stoupence na Náměstí nezávislosti, aby se nerozcházeli, ani kdyby začala jednání s představiteli státní moci.
- 27. listopadu (sobota)
  - V poledne místního času začalo mimořádné zasedání ukrajinského parlamentu Nejvyšší rada o situaci vzniklé po prezidentských volbách. Předseda parlamentu Volodymyr Lytvyn kritizoval výkonnou moc, že elity stavěly vlastní ambice nad státní zájmy, ukázaly neschopnost kompromisu a proto byla nutná pomoc ze zahraničí při urovnání situace. Nepřímo obvinil dosavadního prezidenta Leonida Kučmu z nereagování na situaci a lhostejného čekání na další vývoj. Lytvyn navrhl buď anulovat a opakovat volby, tentokrát poctivé a transparentní, nebo ponechat ve funkci premiéra Viktora Janukovyče a uznat za vítěze voleb Viktora Juščenka. Představitelé opozice požádali, aby parlament vypsal opakování druhého kola prezidentských voleb.
  - Ukrajinský parlament prohlásil druhé kolo voleb za neplatné a že zveřejněné výsledky neodráží vůli voličů (323 hlasy, více než ústavní většina). Formálně to však musí učinit Nejvyšší soud. Kromě toho parlament vyjádřil nedůvěru Ústřední volební komisi (263 hlasy) a vyzval dosavadního prezidenta Leonida Kučmu, aby do 1. prosince nahlásil kandidáty nových členů ÚVK (opozice ale žádala, aby se ÚVK skládala z 5 zástupců opozice, pěti představitelů státu a pěti delegovaných parlamentem). Nyní jedná o novém termínu, pravděpodobně budou 12. prosince nebo s menší pravděpodobností 19. prosince. Parlament také rozhodl, že na své další schůzi 30. listopadu ustanoví zvláštní parlamentní vyšetřovacé komisi, která bude mít za úkol objasnit falšování voleb.
  - Na 70.000 lidí se shromáždilo v centru Doněcku na podporu vládního kandidáta Viktora Janukovyče. Na mítinku schválili rezoluci, že "pokud se mocenský převrat na Ukrajině stane realitou, pak je nutné vypsat referendum na vyhlášení autonomie Donbasu."
  - Lvovská univerzita odňala současnému prezidentu Leonidu Kučmovi titul doktora honoris causa.
  - Během nočního zasedání členové Ústřední volební komise rozhodli, kdo z nich se v pondělí 29. listopadu zúčastní pondělního jednání Nejvyššího soudu, který se má zabývat stížností volebního štábu Viktora Juščenka na průběh druhého kola voleb. Zástupce Juščenka Petro Porošenko s ohledem na to, že ukrajinský parlament vyjádřil ÚVK nedůvěru, požadoval, aby ÚVK podala demisi, ale předseda ÚVK Sergej Kivalov Proszenkovi vypnul mikrofon.
  - V noci také došlo k prvnímu kolu rozhovorů mezi volebními štáby Viktora Janukovyče a Viktora Juščenka.
- 28. listopadu (neděle)
  - Britský nedělník The Sunday Times napsal, že Rusko na začátku povolebního konfliktu nabídlo ukrajinské vládě diplomatickou ochranu v případě, že by se rozhodla potlačit protesty silou. Tuto nabídku měl pronést Boris Gryzlov, předseda ruského parlamentu a představitel ruského prezidenta Vladimira Putina na Ukrajině. Noviny se odvolávají na informace vysoce postaveného ukrajinského politika.
  - Místní parlament Doněcké oblasti vypsal na 5. prosince referendum, které by mělo rozhodnout o autonomii oblasti. Podle předsedy oblastní rady Borise Kolesnikova má jít o vytvoření republiky v rámci ukrajinské federace. Pokud se Janukovyč nestane prezidentem, tak hrozí odchodem také oblasti Charkova a Luhanska. Opozice žádá po prezidentu Kučmovi, aby odvolal gubernátory těchto oblastí.
  - Dosavadní prezident Leonid Kučma odvolal z dovolené prezidenta centrální banky Serhije Tihipka z důvodu zhoršující se finanční situace země. Tihipko byl zároveň vedoucím Janukovyčovy kampaně.
  - V Severodoněcku se konal sjezd 3500 zástupců východoukrajinských regionů. Účastníci pohrozili vypsáním referenda na 12. prosince, které by mělo rozhodnout o statusu těchto teritorií. Gubernátor Doněcku Anatolij Blyzňuk navrhl, aby bylo ignorováno rozhodnutí Nejvyššího soudu, pokud ten v pondělí odebere Janukovyčovi vítězství. Opozice tyto plány označuje jako „separatistické“ a dosavadní prezident Leonid Kučma jako „neústavní“. V Doněcké oblasti žije 10 % obyvatel Ukrajiny. Východní oblasti jsou nejprůmyslovější částí země. Jsou převážně ruskojazyčné a ukrajinizace jim je proti mysli.
  - Nevládní nezávislá organizace Otevřená Ukrajina publikovala zprávu týkající se falšování voleb během druhého kola. Podle odhadů byl celkový počet zfalšovaných hlasů asi 2,8–3,2 miliónů, přičemž Ústřední volební komise oznámila, že Janukovyč vyhrál s převahou 871 tisíce hlasů. Podle zprávy byly základní metody falšování tyto: úmyslné vytváření volebních seznamů, uvádění vyššího počtu voličů, manipulace s průkazy umožňujícími hlasovat mimo bydliště, dodávání volebních lístků do volebních uren a chyby při počítání hlasů. V případě chybných volebních seznamů šlo až o 15 %, čímž až 10 % oprávněných voličů vůbec nemohlo hlasovat a pouze 5 % voličům se podařilo domoci se opravy a odhlasovat. Na hlavních seznamech byla ponechána asi 5% rezerva, tzv. mrtvé duše. Asi 1,5 mil. hlasů patřilo zesnulým lidem. Bylo rozdáno 1,48 mil. voličských průkazů, z toho asi 700 tisíc hlasů bylo tímto s jejich pomocí zfalšováno – buď falešné karty nebo vícenásobné hlasování (rekordmankou byla Anastazia Matecha, která hlasovala třináctkrát). Kromě toho byli podplaceni členové volebních komisí, podle údajů opozice dostávali předsedové 3-5 tisíc dolarů, tajemníci 2-3 tisíce a členové do 1 tisíce dolarů. Na základě těchto údajů organizace dospěla k odhadu, že jeden zfalšovaný hlas stál asi 10 dolarů.

### Druhý týden protestů
- 29. listopadu (pondělí)
  - Jeden z vůdčích představitelů ukrajinské opozice, Petro Porošenko, na demonstraci v Kyjevě řekl, že v budově Nejvyššího soudu jsou vojáci speciálních sil OMON, kteří blokují práci soudců.
  - V Oděse demonstrace stoupenců Juščenka. Požadují opakování voleb, nedůvěru Ústřední volební komisi a zahájení trestního řízení vůči hlavě městské rady Ruslana Bodělana za volání po vytvoření autonomie.
  - Podle ukrajinské nezávislé televize 5. kanál dal Výbor národní záchrany, který byl ustaven Juščenkem ve čtvrtek 25. listopadu, 24hodinové ultimátum současnému prezidentovi Leonidu Kučmovi, jakožto strážci ústavy. Obsahovalo čtyři významné požadavky: 1) odvolat z funkcí Janukovyče za jeho účast při falšování voleb. 2) Včas navrhnout nové složení Ústřední volební komise. 3) Odvolat gubernátory Doněcké, Luhanské a Charkovské oblasti. 4) Nařídit generálnímu prokurátorovi a vedení Ukrajinské bezpečnostní služby zahájit trestné řízení proti iniciátorům rozkolu Ukrajiny.
  - Leonid Kučma se setkal s Viktorem Janukovyčem a gubernátory východních oblastí a Krymu. Kučma prohlásil, že nedopustí, aby došlo k rozpadu Ukrajiny. Představitelé NATO a EU varovali před případným rozdělením Ukrajiny. Ukrajinský ministr obrany Oleksandr Kužmuk prohlásil, že „armáda je garantem územní celistvosti Ukrajiny“.
  - Rezignoval šéf volebního štábu Janukovyče Serhij Tihipko z funkce guvernéra Centrální banky, aby se soustředil na práci ve volebním štábu Janukovyče. Podle ukrajinského ministra financí přišel ukrajinský rozpočet od počátku protestů o 110 miliónu dolarů a stojí nad propastí. Podle Juščenka se chce Tyhypko vyhnout zodpovědnosti.
  - Ukrajinský Nejvyšší soud přerušil do druhého dne ráno jednání, aby se všechny strany mohly seznámit s materiály.
  - Nezávislá ukrajinská televize 5. kanál vysílala nahrávky z lokálních komisí, jak byly ničeny hlasy odevzdané pro Juščenka. Ukázala také muže, který vhazoval jeden po druhém hlasy do volební urny.
  - Koncem týdne ohlásila návštěvu východních částí Ukrajiny delegace ruské dolní komory Dumy. Podle pozorovatelů může jít o podporu separatistickým snahám ruskojazyčných oblastí.
  - Předseda ukrajinského parlamentu Volodymyr Lytvyn sdělil polské parlamentní delegaci, že Viktor Janukovyč souhlasí s opakováním voleb v některých volebních okresech. Viktor Janukovyč požádal obyvatele východních oblastí, aby se v případě opakování voleb dostavili k volebním urnám.
  - Dosavadní prezident Leonid Kučma řekl, že opakování voleb by přispělo k udržení klidu v zemi a k budování demokratické společnosti. Zřejmě by preferoval nové volby, což by znamenalo, že by v nich nemohl kandidovat žádný kandidát z prvních voleb, tedy ani Janukovyč, ani Juščenko.
  - Viktor Juščenko chce, aby parlament vyjádřil nedůvěru premiérovi Viktoru Janukovyčovi.
  - Státní i privátní provládní televize postupně přecházejí k plnému informování o situaci. Omlouvají se za neobjektivnost a slibují zlepšení. Pozorovatelé soudí, že to je částečně dáno konjunkturalismem a sledovaností, v každém případě však obyvatelé východních částí mají možnost začít dozvídat se o tom, co se děje v Kyjevě. Přehled ukrajinských televizních stanic:
    - ICTV – privátní stanice, majitel Kučmův zeť,
    - UT-1 – státní televize,
    - Inter – soukromá ruskojazyčná televize, podíly vlastní ruská stanice ORT,
    - 1+1 – soukromá televize, majitel a ředitel Oleksandr Rodniaňski,
    - Kanál 5 – před dvěma roky vytvořena opozičním blokem Naše Ukrajina, pokrytí 30 % země, podporuje opozici, na východě rušena.
- 30. listopadu (úterý)
  - Opozice přestala blokovat sídlo ukrajinské vlády.
  - Probíhalo jednání Nejvyššího soudu, ale bez výsledku.
  - Viktor Janukovyč navrhl Viktoru Juščenkovi funkci premiéra za to, že sám by se stal prezidentem. Janukovyč argumentoval, že podle připravovaných změn v ústavě stejně bude nejdůležitější funkcí premiér a ne prezident. Juščenko odmítl. Janukovyč oznámil, že je ochoten souhlasit s novými volabmi, kde by nestartoval ani on, ale ani Juščenko.
  - Mimořádné zasedání ukrajinského parlamentu. Opozice podala návrh na vyjádření nedůvěry vládě premiéra Viktora Janukovyče. Kromě toho byly podány návrhy na odvolání ministra vnitra a generálního prokurátora, protože nijak nereagovali na falšování voleb a protizákonné vyzývání východních gubernátorů k vytvoření autonomie v případě vítězství Juščenka. Ukrajinský parlament nedůvěru vládě nevyslovil. Ani neodsoudil politiky, kteří volali po odtržení východních regionů, kdyby se k moci dostala opozice. Parlament však přijal návrh komunistů, aby do doby, než Nejvyšší soud rozhodne o legálnosti voleb, byly uznávány výsledky vyhlášené Ústřední volební komisí, což znamená akceptaci vítězství Viktora Janukovyče. V Kyjevě se hovoří, že komunisté byli uplaceni. Opozice se domáhala další mimořádné schůze parlamentu večer.
  - Demonstranti se snažili vedrat se do budovy parlamentu a několika z nich se to i podařilo. Zastavili je opoziční poslanci. Předseda parlamentu Volodymyr Lytwyn vyzval demonstranty, aby zanechali útoku na parlament, který je „poslední baštou demokracie“ a ujistil, že ve středu parlament schválí rozhodnutí, které uspokojí celou Ukrajinu. Viktor Juščenko obvinil vládní orgány, že dav vyprovokovali. Juščenko vyzval své stoupence, aby znovu blokovali úřady, ale vynechali z toho parlament.
  - Opozice odstoupila z jednání.
  - Generální prokuratura zahájila vyšetřování ve věci narušení územní integrity Ukrajiny. Zatím však není známo, proti komu.
  - Centrální banka omezila do 31. prosince prodej dolarů podnikům a individuálním zákazníkům. Byly též omezeny maximální limity výběru peněz z bankomatů.
  - Na hlavním náměstí v Doněcku byla demonstrace asi 10 tisíc příznivců Janukovyče.
  - Hlavní Náměstí Svobody v Charkově (třetí největší náměstí v Evropě) kordón milice rozdělil na část oranžovou (barva opozice) a bleděmodrou (modro-bílé vlajky mají příznivci Janukovyče). Podle volebních komisí hlasovalo pro Janukovyče na 75 % voličů, ale na náměstí je asi desetkrát více příznivců Juščenka. Krouží zvěsti, že za několikahodinové stání na modré straně se platí 20-50 hřiven. V oranžové zóně dominuje ukrajinština, v druhé ruština. Demonstrace trvají už od středy.

- 1. prosince (středa)
  - Skončilo oficiální volební období dosavadního prezidenta Leonida Kučmy.
  - Na Ukrajinu přiletěli prostředníci z EU (hlavní diplomat Javier Solana), Litvy (prezident Valdas Adamkus) a Polska (prezident Aleksander Kwaśniewski). Dopoledne setkání s Viktorem Juščenkem, v poledne s předsedou parlamentu Volodomyrem Lytvynem a ve 13.00 s prezidentem Leonidem Kučmou.
  - Zasedá ukrajinský parlament. Zpočátku nebyl usnášeníschopný počet poslanců, ale později dorazili (byli blokujícími vpuštěni?) další poslanci. Parlament většinou dvou hlasů (228) vyslovil vládě Viktora Janukovyče nedůvěru. Rozhodnutí o odvolání vlády však musí učinit prezident Leonid Kučma. Kučma však prohlásil, že Janukovyč ráno onemocněl a má horečku. Návrh, aby byla vyjádřena nedůvěra generálnímu prokurátorovi, neuspěl.
  - Jednání ukrajinského Nejvyššího soudu. Vypovídali čtyři členové Ústřední volební komise. Prohlásili, že ÚVK vydala oficiální výsledky, aniž by se zabývala početnými stížnostmi na průběh voleb. Během jednání právníci Viktora Janukovyče se několikrát pokoušeli odročit jednání, až soud dokonce vyjádřil názor, že právníci mají příkaz protahovat procedury. Viktor Janukovyč podal Nejvyššímu soudu návrh na anulování výsledků druhého kola voleb. Zpochybňuje legálnost výsledků ze západní Ukrajiny (kde vyhrál Juščenko). Podle pozorovatelů se snaží hrát na čas.
  - Dosavadní prezident Leonid Kučma prohlásil, že druhé kolo prezidentských voleb se nemůže opakovat, že by to byla jenom fraška a on nikdy takové řešení nepodpoří, protože je protiústavní.
  - U kulatého stolu spolu s prostředníky se opozice zavázala neblokovat vládní budovu.

- 2. prosince (čtvrtek)
  - Jednání ukrajinského Nejvyššího soudu. Závěrečná řeč obžaloby, tedy advokátů Juščenka. Rozsudek nepadl.
  - Pokračuje blokáda sídla vlády na Hruševského ulici. Podle jednoho z opozičních vůdců Petra Porošenka bude blokáda trvat tak dlouho, dokud Viktor Janukovyč nepodá demisi – předchozího dne mu Parlament vyslovil nedůvěru, podle ústavy má v takovém případě premiér podat demisi. Janukovyč řekl, že se nepodřídí „politickému rozhodnutí parlamentu“ a podá na něj stížnost Ústavnímu soudu. Prezident Leonid Kučma může vládu odvolat, ale zatím to neudělal.
  - Odstupující ukrajinský prezident Leonid Kučma nečekaně letěl do Moskvy konzultovat situaci na Ukrajině. Kučma v Moskvě prohlásil, že „bez přímé účasti Ruska“ je nemožné vyjít z krize. Shodli se na tom, opakování prezidentských voleb by nic pozitivního nepřineslo. Opoziční představitelka Julija Tymošenko Kučmovu návštěvu kritizovala slovy: „Prezident má poslouchat národ a ne zahraniční vůdce!“
  - Ruský prezident Vladimir Putin ostře odmítl opakování voleb na Ukrajině a zároveň varoval Západ před zasahováním do ukrajinské krize.
  - Evropský parlament přijal usnesení, které vyzývá ukrajinské úřady, aby anulovaly druhé kolo prezidentských voleb a zorganizovaly jeho opakování do konce roku. EP také odmítá obvinění ruského prezidenta Vladimira Putina, podle kterého podpora EU demokratickým silám znamená povzbuzování opozice k použití násilí. Dále se tam kritizovalo Rusko: „Ruská federace a zejména její prezident vynaložili veškeré úsilí, aby ovlivnili výsledek prezidentských voleb na Ukrajině a zajistili vítězství jednomu z kandidátů – Viktoru Janukovyčovi.“ Leonid Kučma obvinil Evropský parlament z „podněcování emocí“, když mu delegace europoslanců předávala dokument.
  - Julija Tymošenková oznámila, že opozice připravila žalobu na Leonida Kučmu.
  - Leonid Kučma oznámil, že je ochoten odvolat vládu Viktora Janukovyče, pokud parlament schválí reformy, které zvětší pravomoci vlády. Během rozmluv u kulatého stolu se strany dohodly, že změny ve volebním řádu, které umožní opakování voleb nebo jejich druhého kola, budou přijaty v jednom balíku s projektem ústavní reformy. Reforma má přenést část pravomocí z prezidenta na parlament a vládu.
  - Viktor Juščenko večer prohlásil, že pokud ukrajinské úřady použijí vůči opozici sílu, „tak na sílu odpovíme silou“. Dodal, že byl informován, že na jistých místech orgány moci vyzbrojují baseballovými pálkami bojůvky, které mají zaútočit na demonstrace opozice.
  - Podle průzkumu veřejného mínění by pro Juščenka hlasovalo 48 % voličů, pro Janukovyče 36 %.

- 3. prosince (pátek)
  - V rozhovoru pro polský deník Gazeta Wyborcza z 3. prosince sdělil polský prezident Aleksander Kwaśniewski, kterého pozval ukrajinský prezident Leonid Kučma jako prostředníka v dialogu s opozicí, následující informace ze středečního jednání na Ukrajině:
    - Janukovyč řekl, že volby byly poctivé a vyhrál s převahou jednoho miliónu hlasů.
    - Juščenkův štáb podal 700 stížností na průběh voleb na východě, Janukovičův štáb podal 7 tisíc stížností na průběh voleb na západě, přesto Janukovyč trvá na tom, že volby byly poctivé.
    - Předseda ruské Dumy Boris Gryzlov před týdnem tvrdil, že volby byly v pořádku, teď tvrdil, že volby se opakovat nedá (je to stanovisko stále nepřijatelné, ale je změna).
    - Pokud Nejvyšší soud bude otálet s rozhodnutím, nastane pro opakování voleb nevhodné období: katolické Vánoce, Nový rok, pravoslavné Vánoce.

  - Jednání ukrajinského Nejvyššího soudu. Byla vyhlášena závěrečná řeč obhajoby Janukovyče a soud se v 10:40 VEČ (9:40 SEČ) odebral k poradě. Kučma čeká, že Nejvyšší soud uzná, že volby proběhly s porušením zákona a navrhne východisko z povolební krize. Opozice čeká, že Nejvyšší soud uzná druhé kolo voleb jako neexistující s ohledem na nemožnost zjistit opravdové výsledky.
  - Ruská Státní duma přijala rezoluci, která odsuzuje evropské struktury z vměšování do vnitřních záležitostí Ukrajiny.
  - Zatímco už 4 hodiny trvala porada Nejvyššího soudu, odstupující prezident Leonid Kučma pohrozil, že pokud by se mělo druhé kolo voleb opakovat, tak Viktor Janukovyč stáhne kandidaturu a revoluce se přestěhuje na východ a jih, uvedla ukrajinská televize 5. kanál.
  - Leonid Kučma se setkal ve svém sídle v Konča Zaspa se zástupci parlamentních stran a členy vlády. Kromě Kučmy byli přítomni předseda parlamentu Volodymyr Lytvyn, bývalý prezident Leonid Kravčuk (Sociálně-demokratická strana Ukrajiny), Petro Symonenko (komunisté), Raisa Bohatyriova (reprezentantka Janukovyčovy Strany regionů Ukrajiny), Viktor Pynzenyk (opoziční Naše Ukrajina). Na poradu byli pozváni také zástupci Ústřední volební komise Maryna Stavnijčuk a Sergij Dubovyk. Stavnijčuk uvedla, že případná příprava na opakované hlasování by trvala 21-45 dnů, v závislosti na tom jestli se bude měnit složení místních volebních komisí.
  - Ministr obrany Oleksandr Kužmuk znovu vyloučil možnost scénáře silového řešení krize. Zároveň nevyloučil nebezpečí provokace vůči ozbrojeným silám, což dále nerozvedl. Prohlásil, že sám se rozhodl vystoupit z parlamentní frakce Strany práce Ukrajiny, chce být nestranickým poslancem, aby tak zdůraznil nezávislost na jakékoliv politické síle.
  - Ukrajinský Nejvyšší soud v 17:55 VEČ (16:55 SEČ) začal vyhlašovat rozsudek, ve kterém dal zčásti zapravdu stížnostem opozice, zrušil rozhodnutí Ústřední volební komise o výsledcích voleb z 21. listopadu a nařídil jejich opakování tři týdny od 5. prosince, což je 26. prosince. V rozsudku byla tato slova: „Soud uznal, že došlo k systematickému a brutálnímu porušení zásad volebního procesu během druhého kola voleb 21. listopadu 2004.“ Proti rozsudku se nelze odvolat. Davy opozičních stoupenců rozsudek přijaly s nadšením. V Doněcku byl rozsudek zatím přijat klidně, shromáždění stoupenců Janukovyče sice bylo, ale už dříve skončilo. Projanukovyčova Doněcká televize Ukrajina rozsudek zatím nijak nekomentovala (pokračuje normálně ve svém programu).
  - Poslanec Mykola Katerynčuk, představitel Viktora Juščenka vyslovil s rozsudkem spokojenost a připomněl táboru Viktora Janukovyče, že slíbili respektovat rozhodnutí soudu.
  - Opozice oznámila záměr navrhnout změny ve volebního řádu, které mají znemožnit hlasování mimo bydliště a mimo volební místnosti. (Takové změny už parlament schválil 18. listopadu, aby byly platné už pro druhé kolo voleb 21. listopadu, ale prezident Leonid Kučma uplatnil právo veta.) Opozice se také domáhá toho, aby Kučma odvolal vládu, nebo alespoň jejího premiéra Janukovyče jako záruku, že státní správa se nepokusí znovu zfalšovat volby.
  - Leonid Kučma na rozsudek Nejvyššího soudu zatím nereagoval. Všichni čekají, jestli bude spolupracovat nebo sabotovat rozsudek (např. mohl by nezměnit složeni Ústřední volební komise).
  - Generální tajemník OBSE Ján Kubiš přiletěl do Kyjeva připravovat třetí kolo jednání u kulatého stolu.
  - Místopředseda ruské Státní dumy Vladimir Pechtin kritizoval výrok ukrajinského Nejvyššího soudu. Zdůraznil, že soud měl anulovat celé volby a nejen druhé kolo: „Bylo přijato neústavní řešení, které nemá oporu v zákonech“. Podle něj to nebude dobré pro „rozvoj demokratických institucí na Ukrajině a posílení mezinárodní autority této země“.
  - Několik hodin po vyhlášení rozsudku Nejvyššího soudu oznámil Turkmenněftěgaz, turkmenský dodavatel ropy dodávající většinu plynu na Ukrajinu, že zvyšuje ceny plynu o cca 30 %. Turkmenský prezident Saparmurat Nijazov byl spolu s ruským prezidentem jedním z mála, kdo uznali volbu Viktora Janukovyče prezidentem. Oficiálně se to vysvětluje prudkým růstem nákladu na těžbu, ale jinak se to považuje za mstu Ruska na rozhodnutí ukrajinského Nejvyššího soudu opakovat pouze druhé kolo prezidentských voleb.

### Po rozsudku Nejvyššího soudu
- 4. prosince (sobota)
  - Ústřední volební komise ještě ve starém složení rozhodla, že opakované druhé kolo voleb se bude opravdu konat 26. prosince.
  - V Charkově je sjezd zástupců místních parlamentů východních oblastí.
  - Juščenkův štáb oznámil, že bude udržovat demonstrace před vládními budovami, dokud nebude odvolána vláda a Ústřední volební komise.
  - Mluvčí Viktora Janukovyče oznámila, že se Janukovyč zúčastní opakovaného druhého kola voleb, i když je podle jeho názoru rozhodnutí Nejvyššího soudu protiústavní.
  - Ukrajinský parlament neočekávaně přerušil na deset dní jednání. Stalo se tak poté, co komunisté a prokučmovské strany odmítli přijetí změn ve volebním zákonu. Ty požadovala opozice s tím, že se tak zabrání možným podvodům v opakovaném druhém kole, jaké se objevily v prvním kole i v anulovaném druhém kole prezidentských voleb. Socialisté a komunisté původně slíbili, že opozicí požadované změny podpoří výměnou za zmenšení prezidentských pravomocí. Tato dohoda se však zhroutila, když poslanci opozice odmítli schválit omezení prezidentských pravomocí před opakovaným druhým kolem voleb. Poslanci opozičního seskupení Naše Ukrajina se snažili uklidnit demonstranty prohlášením, že jsou schopni sehnat 150 podpisů poslanců pod žádostí o obnovení schůze.

- 6. prosince (pondělí)
  - Viktor Juščenko vyzval zahraničí, aby nezasahovalo do opakovaného kola prezidentských voleb 26. prosince. „Vyzývám všechny naše mezinárodní partnery a sousedy, aby uznali, že pouze ukrajinský národ může tento problém vyřešit. Potřebujeme pomoc pouze v jedné oblasti: posílení prostředků zaručujících poctivé a demokratické volby.“ A Rusku vzkázal, že se nemá čeho bát: „Rusko vždy bude náš soused.“
  - Dosavadní ukrajinský prezident Leonid Kučma odmítá odvolat vládu Viktora Janukovyče a je také proti reformě volebního zákona, dokud opozice nebude souhlasit s ústavním omezením pravomocí hlavy státu. Opozice zase podmiňuje změny v ústavě odvoláním vlády a reformy volebního zákona. Začarované kolo.
  - Ruský prezident oznámil, že bude spolupracovat s jakýmkoliv ukrajinským prezidentem, který vzejde z voleb. Dosud odmítal opakování druhého kola voleb a preferoval jednoznačně Janukovyče.
  - V Kyjevě se objevily hlasy, že Viktor Janukovyč stáhne svou kandidaturu na prezidenta. Potom by pravděpodobně do druhého kola postoupil z prvního třetí kandidát Oleksandr Moroz, který je jedním z nejbližších spolupracovníků Viktora Juščenka. Podle další čelné opoziční představitelky Julije Tymošenkové by se nic zvláštního nestalo, byly by to normální volby.
  - Viktor Janukovyč oznámil, že svou kandidaturu nestáhne.
  - Leonid Kučma po několika dnech mlčení přijal páteční rozsudek Nejvyššího soudu.
  - Leonid Kučma prohlásil, že být Janukovyčem, tak by stáhl kandidaturu. Kučma přitom předpokládá, že by byl v druhém kole pouze Janukovyč (nepostupoval by třetí kandidát z prvního kola) a pak by šlo o plebiscit, kdy by Juščenko musel získat přes 50 % hlasů. Dále ujistil, že nesáhne k tak drastickým opatřením, jako je vyhlášení výjimečného stavu, o což ho prý žádali někteří Janukovyčovi stoupenci z východu.
  - V Kyjevě došlo k třetímu kolu jednání u kulatého stolu z účasti mezinárodních prostředníků polského prezidenta Aleksandra Kwaśniewského, litevského prezidenta Valdase Adamkuse, generálního tajemníka OBSE Jána Kubiše, hlavního diplomata EU Javiera Solany a předsedy ruské Dumy Borise Gryzlova. Výsledkem byl pouze odchod premiéra Viktora Janukovyče na dovolenou, jeho povinnosti má převzít místopředseda vlády Mykola Azarov. Ale i to opozice nepovažuje za nic významného, protože soudí, že Janukovyč a jeho lidé budou na oko na dovolené, ale ve skutečnosti budou pracovat na falšování voleb. Nepodařilo se přesvědčit opozici, aby souhlasila s ústavní reformou, kdy má značná část pravomocí prezidenta přejít na parlament a premiéra. Podle opozice si tímto chce současný vládní tábor zajistit v budoucnu místo silného premiéra.
- 7. prosince (úterý)
  - Očekává se jednání parlamentu, jehož výsledkem by mělo být nové složení Ústřední volební komise a možná i změny ve volebním zákoně.
  - V nočních jednáních u kulatého stolu bylo dohodnuto, že Leonid Kučma odvolá Viktora Janukovyče z funkce premiéra, ale tento slib nesplnil a podepsal pouze jeho odchod na nucenou dovolenou. Měl se také ráno stavit v parlamentu a podepsat hned po přijetí podepsat zákon o volbách a nové složení Ústřední volební komise, ale do parlamentu vůbec nejel. Předseda parlamentu Volodymyr Lytwyn a představitelé všech parlamentních frakcí jeli za Kučmou do prezidentské rezidence Konča Zaspa, ale Janukovyče nepřesvědčili. Oznámil, že je připraven podepsat změny ve volebním zákonu a mluvit o demisi Viktora Janukovyče teprve poté, co parlament přijme ústavní reformu (omezující pravomoci prezidenta ve prospěch parlamentu a premiéra). Podle opozice byl Kučma ochotný ke kompromisům do jeho návštěvy u Vladimira Putina v Rusku; od té doby prý zastává tvrdý nesmiřitelný postoj.
  - Visegrádská čtyřka oznámila, že na opakované druhé kolo vyšle více než 100 pozorovatelů. Kromě toho každý stát vyšle ještě vlastní pozorovatele.
  - Návrh deklarace OBSE na zasedání v Sofii vyzýval všechny ukrajinské strany, aby plnily páteční rozsudek ukrajinského Nejvyššího soudu. Ruský ministr zahraničí Sergej Lavrov prohlásil, že Rusko nesouhlasí, protože OBSE nemá právo se vměšovat do vnitřních záležitostí Ukrajiny. Ruský názor podpořilo pouze Bělorusko. Naopak proti návrhu usnesení neměla nic ukrajinská delegace. Před 12 lety se OBSE usnesla, že „žádná země nemůže pokládat dodržování demokracie a lidských práv jako svou vnitřní záležitost“ a že OBSE se má těmito záležitostmi zabývat. Návrh tehdy předložilo Rusko.
- 8. prosince (středa)
  - Britský deník The Times uvedl, že podle rakouských lékařů, kteří v září léčili Viktora Juščenka, byl leadr opozice otráven. Jsou si prý jisti, že dokážou zjistit, která látka způsobila jeho nemoc. Látku lze do těla dodat s jídlem, s vodou nebo injekcí. Juščenkova tvář je nyní celá pokryta vřídky. Rakouští lékaři však později svá slova dementovali – ve skutečnosti prý nelze říci, zda byl Juščenko otráven, vyloučeno to však není. Stanovení diagnózy podle lékařů komplikuje to, že Juščenko nedovolil lékařům odebrat vzorky tkáně z tváře a že se dostavil do nemocnice až 4 dny po začátku nemoci.
  - Mimořádná schůze ukrajinského parlamentu. Na programu byla novelizace ústavy, změny volebním zákonu a změna složení Ústřední volební komise. Členy ÚVK navrhuje prezident, schvaluje parlament. Do patnáctičlenné ÚVK bylo navrženo 18 lidí, z toho 14 lidí ze starého složení. Odpoledne parlament schválil balík zákonů (402 pro z 442 přítomných), kterým se mění volební zákon a omezují pravomoci prezidenta. Pro ústavní reformu nehlasovala Julija Tymošenková, která patří k radikální části opozice. Odhlasoval také nové složení Ústřední volební komise, kde však většinu (11 členů) tvoří členové předchozí volební komise. Prezident Leonid Kučma zákony okamžitě po schválení podepsal přímo v budově parlamentu.
  - Viktor Janukovyč si stěžoval, že v ÚVK nemá žádného svého zástupce (formálně byl na prezidenta navržen Stranou regionů).
  - V parlamentem schválených zákonech je také podstatná změna v organizaci místních samospráv. Podle nových předpisů přejde výkonná moc na komise či výbory (tedy místní vlády), které budou voleny obvodními zastupitelstvy. Doposud měli výkonnou moc gubernátoři jmenovaní prezidentem. Gubernátoři teď budou pouze místními reprezentanty státu. Je to odklon od ruského modelu. V platnost vejdou (včetně omezení pravomocí prezidenta) buď od 1. září 2005 nebo od 1. ledna 2006 (záleží na rychlosti reformou lokálních samospráv).
  - Leonid Kučma oznámil, že odvolá generálního prokurátora Hennadije Vasiljeva, který prý sám podal demisi kvůli útokům opozice na jeho osobu.
  - Opozice ukončila protesty na náměstí Nezávislosti v Kyjevě i v dalších městech. Zrušila také blokády vládních budov.
  - Hlavní diplomat EU Javier Solana odmítl obvinění ruského prezidenta Vladimira Putina: „Naším cílem jsou volby bez podvodů. Na Ukrajině nemáme svého kandidáta.“ Podle jeho slov, ruský prezident nemá, stejně jako EU, právo vměšovat se do vnitřních záležitostí Ukrajiny.

### Volební kampaň před opakovanými volbami
- 9. prosince (čtvrtek)
  - Stoupenci Viktora Juščenka zrušili blokádu vládních budov, ale stále blokovali budovu úřadu prezidenta Ukrajiny.
  - Komentátoři v novinách soudí, že Leonid Kučma si v tajných rokováních vyjednal nedotknutelnost, osobní bezpečnost a to, že se nebude zodpovídat za vraždu novináře Georgije Gongadzeho z roku 2000 (za kterou prý stál Kučma a jeho nejbližší okolí).
- 10. prosince (pátek)
  - Viktor Janukovyč na tiskové konferenci uvedl, že dosavadní prezident Leonid Kučma zradil Ukrajinu. Že se proti němu spojily opozice i zbabělé úřady. „Teď se pokoušejí mě společnymi silami vyřídit. […] Kde byli prezident a silové resorty, když na ulicích 17 dní řádil oranžový puč? Velmi mě zklamali ti zbabělci a zrádci, se kterými jsem po dva roky pracoval.“ Vyzval také protikandidáta k televizní debatě „na libovolném místě, v libovolném čase a před jakýmkoliv publikem“.
  - Viktor Juščenko slibuje dokončit vyšetřování smrti novináře Georgije Gongadzeho, za kterou prý stáli lidé z okolí Kučmy (zřejmě tak chce vyvrátit hlasy, že zaručil Kučmovi nedotknutelnost). Oznámil také, že pokud se dostane k moci, tak nechá zkontrolovat veřejnou soutěž na nedávný prodej metalutgického kombinátu Kryvorožstal, který za poloviční cenu získat Kučmův zeť a šéf doněckého klanu Rinat Achmetov, který ve volbách podporoval Janukovyče.
- 11. prosince (sobota)
  - Viktor Juščenko odletěl v pátek na dva dny do Rakouska na kliniku, ve které mu v září zachránili život. Vedení nemocnice v sobotu odpoledne oznámilo, že Juščenko byl otráven dioxiny, ale nedokážou říci, jestli byl jed dán Juščenkovi záměrně. Jedovatou látku našli v kůži, v játrech i v krvi. Do těla se dostal ve velké koncentraci s jídlem nebo nápojem. Podle Juščenka se tak mělo stát 5. září během večeře na dače ředitele ukrajinských bezpečnostních služeb Ihora Smeška, kde byl přítomen kromě ředitele i jeho náměstek Volodomyra Sacjuk. Podle Juščenka se na této pracovní večeři chtěl domluvit na neutralitě speciálních služeb před prezidentskými volbami. Druhého dne, 6. září, se u Juščenka projevily příznaky nemoci či otravy. Vzorky krve budou ještě odeslány na další analýzy do Francie a USA. Britský toxikolog John Henry v BBC řekl, že „Juščenkův případ je výjimečný tím, že byl otráven velkou dávkou dioxinů. […] Normálně otrava probíhá zvolna, může poškodit játra. Obvykle dochází k dlouhodobé otravě nízkými dávkami. Co se týče silných dávek, nikdo vlastně ve skutečnosti nevěděl, co by mohla způsobit. Teď už to víme.“ Rusové na otravu Juščenka dioxiny nevěří. Odborník z ruského ministerstva zdravotnictví Jurij Ostapenko prohlásil, že otrava dioxiny se vyvíjí po léta, kdežo u Juščenka byl efekt skoro okamžitý. Podle něj byly změny na Juščenkově kůži způsobené něčím jiným. Ukrajinská generální prokuratura obnovila v této záležitosti šetření.
  - Sdělovací prostředky oznámily, že se v pondělí 20. prosince bude konat veřejná debata Janukovyče a Juščenka na státní televizi UT-1.
  - Byly zveřejněny předvolební výzkumy Razumkova ústavu provedené 6.–9. prosince na vzorku 2023 lidí. Pro Juščenka by hlasovalo 52 % osob, pro Janukovyče 42 %. Za posledních 6 týdnu se zvýšil počet lidí, kteří věří ve vítězství Juščenka z 19 % na 48 %. Počet lidí, kteří si myslí, že zvítězí Janukovyč, se snížil z 58 % na 27 %. Statistická chyba byla uvedena 2,3 %.
  - Janukovyč ve vystoupení v doněcké televizi „nevyloučil“ vznik ukrajinské federace.
- 13. prosince (pondělí)
  - Viktor Janukovyč v rozhovoru s polským deníkem Gazeta Wyborcza obvinil mezinárodní zprostředkovatele z vměšování do vnitřních záležitostí Ukrajiny. Podle Janukovyče právě mezinárodní zprostředkovatelé podpořili „právní nihilismus“ a řešení, které bylo v rozporu s ukrajinskou ústavou (tedy opakovat pouze druhé kolo voleb). Polský prezident Aleksandr Kwaśniewski a litevský prezident Valdas Adamkus přijeli jako zprostředovatelé na přímou žádost dosavadního prezidenta Leonida Kučmy, který celou dobu podporoval Viktora Janukovyče. Na dotaz, jestli se vměšoval i Boris Gryzlov z ruské Dumy odpověděl, že ne, že Rusko se chovalo správně, a proto si nesmírně váží Ruska i ruského prezidenta Vladimira Putina.
- 14. prosince (úterý)
  - Odstupující prezident Leonid Kučma pohrozil, že nepodepíše novelu zákona o tisku hlasovacích lístků, dokud opozice nezruší blokádu jeho sídla. Opozice zase tvrdí, že blokádu prezidentského sídla nezruší, dokud Kučma neodvolá vládu premiéra Viktora Janukovyče.
- 16. prosince (čtvrtek)
  - Rada Doněckého obvodu (správní jednotka na východě Ukrajiny) odvolala lokální referendum o přetvoření Ukrajiny na federální stát. Referendum bylo plánováno na 9. ledna 2005. Referendum by i tak nemělo žádné právní důsledky, protože o takovéto věci na Ukrajině smí být referendum pouze celostátní.
- 17. prosince (pátek)
  - Významný toxikolog prof. Abraham Brouwer z amsterodamské univerzity po analýze zpřesnil diagnózu rakouských lékařů a oznámil, že Juščenko byl otráven nejnebezpečnějším známým dioxinem TCDD. TCDD je základní látka americké chemické zbraně Agent Orange, kterou později okopírovala sovětská tajná služba KGB. TCDD se nevyrábí pro komerční nebo lékařské účely, ale pouze pro zbraně. Podle Brouwera by další výzkum mohl odhalit i původ jedu. TCDD v Juščenkově organismu je ideálně čistý, bez žádných příměsí.
- 20. prosince (pondělí)
  - Proběhla televizní debata Janukovyče a Juščenka. Oba si dávali dotazy a odpovídali na ně. Moderátor hlídal čas, každý měl 50 minut. Janukovyč prohlásil, že pokud se Juščenko stane prezidentem, bude prezidentem pouze poloviny Ukrajiny.

## Opakované druhé kolo voleb
- 26. prosince (neděle)
  - Opakované druhé kolo voleb. Podle anket u východů z volebních místností provedených Razumkovým institutem 56,5 % hlasů pro Juščenka, kdežto pro Janukovyče 41,3 %. Hlášeny drobné incidenty, v jedné volební místnosti si jeden muž sedl na volební urnu a seděl tam přes půl hodiny, nikdo nemohl hlasovat. Na jižní Ukrajině jeden muž podpálil volební urnu a nikdo ho nedokázal zadržet, ačkoliv tam byli členové volební komise, mezinárodní pozorovatelé i milicionáři.
  - Gazeta Wyborcza uvedla postřehy polských mezinárodních pozorovatelů, že tentokrát u Ústřední volební komise nehlídají tanky a vodní děla, milice neohradila kordónem ÚVK, v sídle volební komise není ruský velvyslanec Viktor Černomyrdin ani předseda ruské Dumy Boris Gryzlov, což všechno bylo o měsíc dřív.
- 27. prosince (pondělí)
  - Po sečtení 92,25 % hlasů má Juščenko 53,53 % hlasů, kdežto Janukovyč 42,69 %. Volební účast po zpracování dat z 220 z celkového počtu 225 volebních obvodů činila 77,29 %.
  - Prohrávající Janukovyč oznámil, že podá stížnost Ústavnímu soudu. Jeho volební tým podle Janukovyčových slov dostal na pět tisíc stížností na průběh voleb.
  - Ukrajinský ministr dopravy Hryhorij Kirpa byl nalezen mrtev. Podle všeho šlo o sebevraždu.
- 28. prosince (úterý)
  - Ústřední volební komise dostává stovky stížností na průběh voleb. Podle Jaroslava Davydovyče značná část stížností, které přicházejí formou telegramů, obsahuje stejné formulace, ale jsou podepsány různými jmény. Kromě toho jsou také stížnosti, které je nutné opravdu prověřit, ale jejich počet neuvedl.
  - Ústřední volební komise oznámila výsledky voleb: Juščenko získal 51,99 % hlasů, protikandidát a dosavadní premiér Viktor Janukovyč dostal 44,19 % hlasů.
  - Viktor Juščenko vyzval své stoupence, aby opětovně blokovali vládní budovy. Má se tím zamezit jednání vlády pod vedením Viktora Janukovyče, který oznámil, že se vrací z dovolené (kam ho poslal dosavadní prezident Leonid Kučma) do práce.
- 29. prosince (středa)
  - Viktor Janukovyč oficiálně podal stížnost na průběh voleb ve všech 225 volebních oblastech.
- 30. prosince 2004 (čtvrtek)
  - Ukrajinský nejvyšší soud nevyhověl stížnostem poraženého prezidentského kandidáta Viktora Janukovyče na průběh opakovaného druhého kola voleb.
- 1. ledna 2005 (sobota)
  - Ukrajinský premiér Viktor Janukovyč oznámil v novoročním televizním projevu, že podá demisi. Janukovyč byl v opakovaném druhém kole prezidentských voleb poražen opozičním kandidátem Viktorem Juščenkem.
- 5. ledna 2005 (středa)
  - Odstupující prezident Leonid Kučma odvolal z funkce dosavadního premiéra Viktora Janukovyče.
- 23. ledna
  - Za účasti představitelů 60 států, mezi nimiž byl i bývalý český prezident Václav Havel, byl do funkce prezidenta Ukrajiny uveden Viktor Juščenko.